# Cesar Neira
Cesar Neira (ur. 15 grudnia 1979) – hiszpański niepełnosprawny kolarz. Mistrz paraolimpijski z Pekinu w 2008 roku.

## Medale Igrzysk Paraolimpijskich

### 2008
- – Kolarstwo – trial na czas – CP 4
- – Kolarstwo – bieg pościgowy indywidualnie – CP 4